# هانی آیلند (تگزاس)
هانی آیلند، تگزاس(به انگلیسی: Honey Island, Texas) شهری در ایالت تگزاس از ایالات جنوبی ایالات متحده آمریکا است.